# Трутень

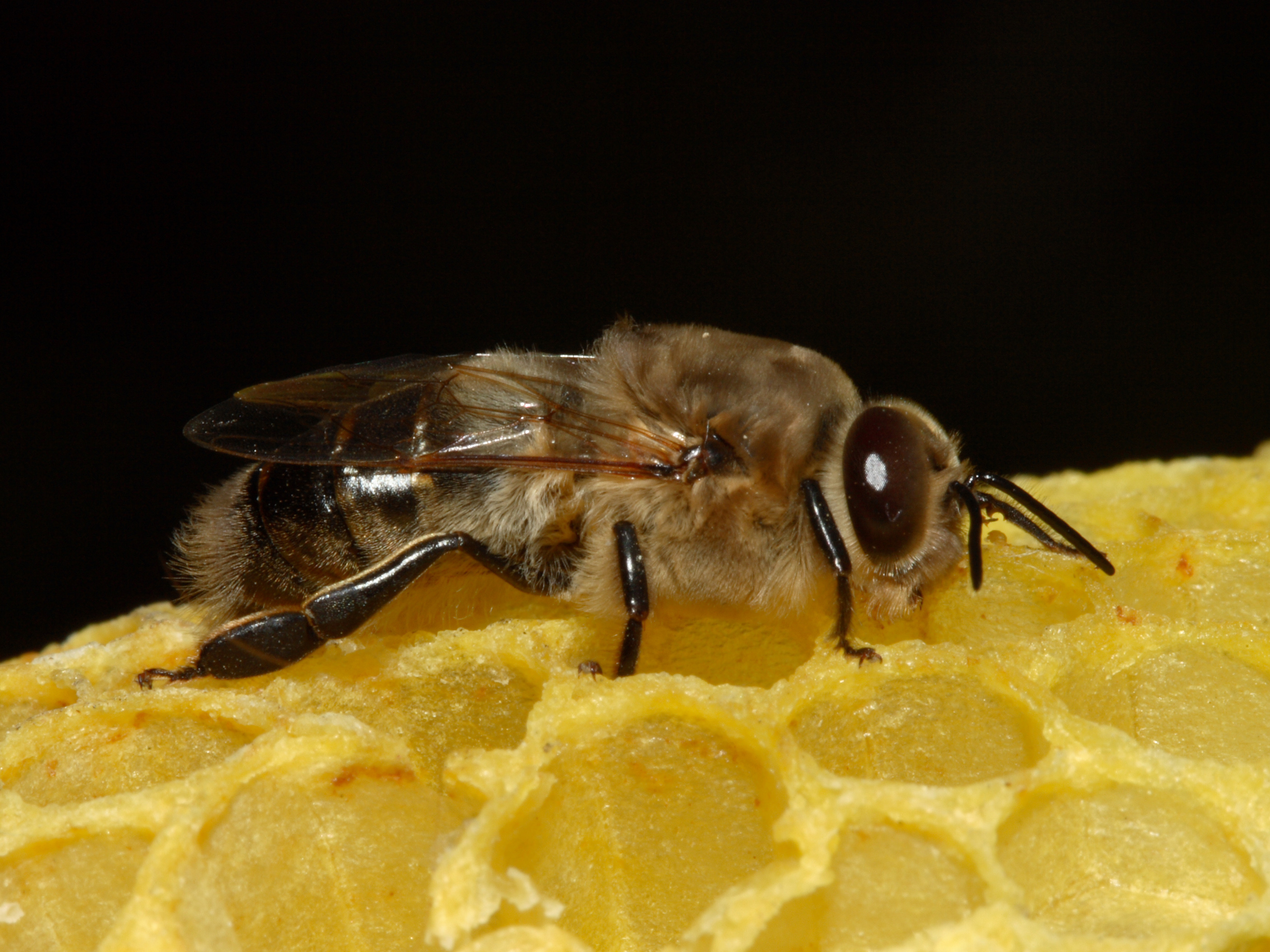
Трутень медоносной пчелы на сотах

Тру́тень — самец общественных пчёл (Apidae sociales), главным образом обыкновенной медоносной пчелы, Apis mellifera (см. Пчелиные).
Трутни выводятся из неоплодотворённых яиц.
Трутневые яйца остаются неоплодотворёнными вследствие того, что пчелиная матка не выпускает из семяприёмника сперматозоиды при прохождении этих яиц по влагалищу; это происходит из-за того, что трутневые ячейки, отстроенные рабочими пчелами, большего размера. При откладке яйца в более широкую трутневую ячейку чувствительные волоски на брюшке матки не испытывают сжатия и импульс на мышцы семенного насосика не возникает. Об откладывании трутневых яиц рабочими пчёлами — см. трутовка.

## Внешний вид
Трутень отличается значительной величиной и развитием органов чувств по сравнению с рабочими пчёлами; глаза у них большие, соприкасающиеся сверху между собой; усики сравнительно длинные; хоботок короткий; грудь широкая с длинными крыльями; аппарата для собирания цветочной пыльцы у них нет (см. Тибия); жала также нет, а на его месте помещается совокупительный аппарат; брюшко имеет овальную форму и к заднему концу закруглено.

## Развитие

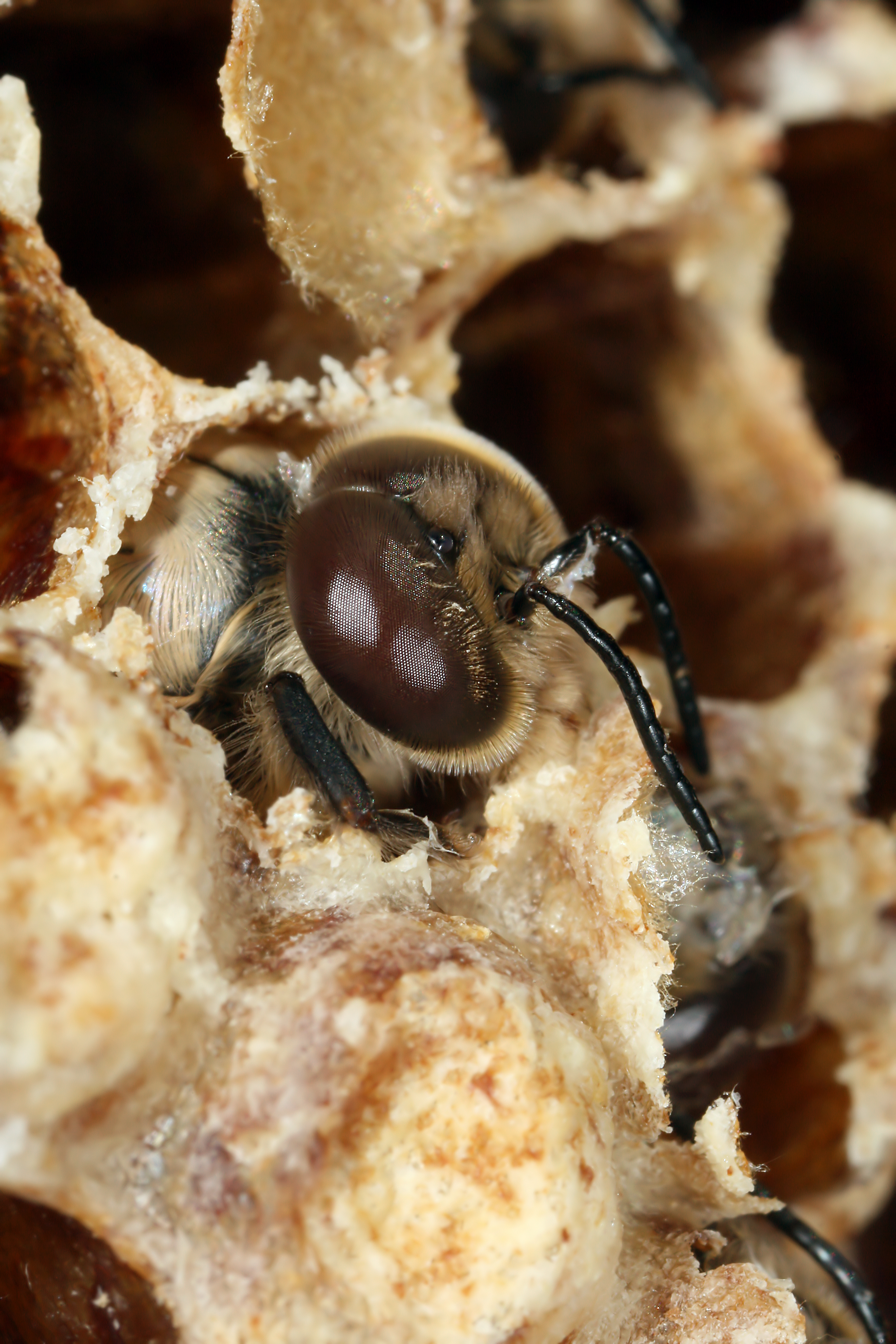
Молодой трутень выходит из ячейки. Видны выпуклые крышки ячеек с трутневым расплодом

Матка начинает откладывать трутневые яйца после того, как вывелись рабочие пчёлы (в средней полосе России в первой половине мая); эти яйца откладываются в особые более крупные ячейки (8 мм в диаметре) — это так называемая трутневая поновка. Через 3 дня из яиц выходят личинки (трутневая черва), которых рабочие пчёлы вскармливают молочком, мёдом и цветочной пыльцой. Личинки развиваются 6 суток, после чего рабочие пчёлы закрывают ячейки выпуклыми (горбатыми) крышками; личинки превращаются в куколок, из которых через 15 дней выводятся трутни. Таким образом, всё развитие трутня продолжается 24 дня.
Трутни выводятся в тех роях, в которых матка более или менее старая, те же пчёлы, у которых матка молодая, вышедшая в том же году (тоголетняя), не выводят обыкновенно трутней. Иногда трутневые яйца откладываются по ошибке в более мелкие ячейки, предназначенные для развития рабочих пчёл. В таких случаях эти ячейки запечатываются также выпуклыми крышками (горбатая черва), а не плоскими, как когда в них развиваются рабочие пчёлы; трутни, выходящие из таких ячеек, значительно меньше величиной.

## Значение

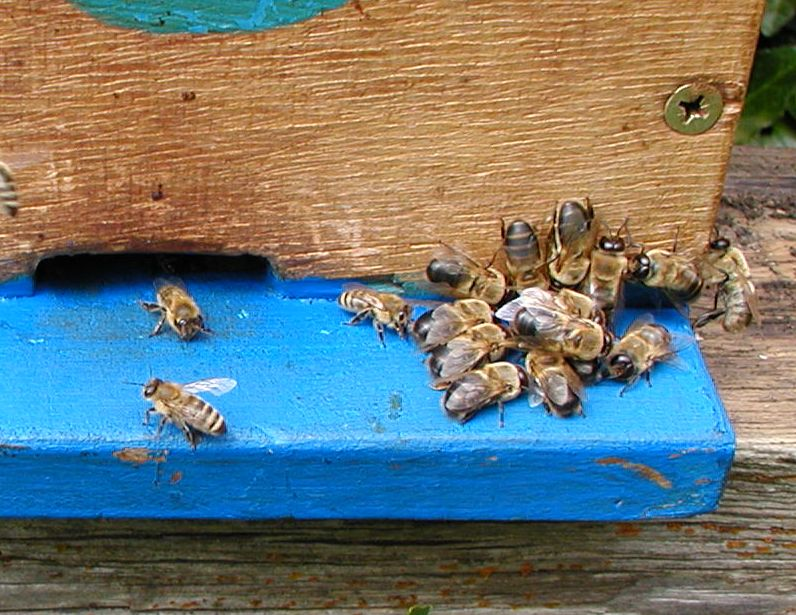
Трутни изгоняются из улья

Назначение трутней состоит в совокуплении с пчелиной маткой. Во время проигры (брачный вылет) трутни поднимаются с маткой довольно высоко в воздухе, залетая часто далеко от улья; 5—8 из них копулируют с маткой; при этом совокупительный орган трутня отрывается и остаётся в половом отверстии матки, а сам трутень мгновенно умирает и падает вместе с маткой на землю. После этого матка может возвратиться в улей со «шлейфом» белого цвета — фрагментами половых органов трутня, так пчеловод может зрительно определить, что матка уже «облетелась». Для успешного оплодотворения неплодных маток необходима определённая плотность трутней на объём воздуха у пасеки.
При вылете матки из гнезда она всегда бывает окружена целым клубом летящих за ней трутней. Поэтому птицы, питающиеся пчёлами, например щурки, в дни вылета маток хватают в основном трутней, но никогда — маток (при условии, что поблизости есть другие ульи), так как не могут пробиться сквозь тесный строй ухажёров. Матка улетает очень далеко от родного улья. Сопровождающие её трутни отстают по дороге. Матка же спаривается с выходцами из других ульев. Вдали от пасеки ей почти не грозит опасность быть съеденной щуркой — эта птица охотится на пчёл вблизи от ульев, где пищи много. Кроме того, матку очень скоро окружают трутни из «чужих» семей. Если же поблизости нет других пасек, матки улетают значительно дальше трутней. Не встречая трутней с других пасек, они возвращаются домой без «свиты»; при этом до 60 % их съедается птицами во время насиживания яиц и почти всех съедают птенцы, когда их (птенцов) кормят родители.
По окончании взятка, перед началом зимовки пчёлы выгоняют из гнезда всех трутней, а также убивают трутнёвый расплод. Исключением является оставление трутней в пчелиной семье на зимовку, когда матка не успевает облететься поздней осенью. Например: резко ударил мороз и началась зима. Для этого пчелы оставляют некоторое количество трутней, чтобы во время весеннего облета матка смогла спариться и продолжить существование пчелиной семьи. Самостоятельно трутни не выживают. Так как большое количество трутней вредно для ульев в том отношении, что они съедают много мёда (втрое больше, чем рабочие пчелы), к тому же рабочие пчелы тратят много пищи и времени для вскармливания трутневой червы, то пчеловоды стараются так или иначе избавиться от трутней. Для того чтобы они выводились в меньшем количестве, удаляют соты с трутневыми ячейками и подставляют готовые пустые пчелиные соты («сушь»); таким образом заставляют матку откладывать только оплодотворённые яйца. Считается также, что старые матки откладывают больше неоплодотворённых яиц, в частности поэтому маток стараются регулярно (каждые два года или чаще) обновлять.